# Adolf Lucas
Gustav Adolf Lucas (* 6. Juli 1862 in Elberfeld, heute Wuppertal; † 9. Mai 1945 Gut Groß Strömkendorf) war Landrat des Landkreises Solingen.

## Leben
Der Protestant Adolf Lucas war Sohn des Kaufmanns Julius Lucas und seiner Frau Emilie geborene Boeddinghaus.
Nach dem Abitur im Jahre 1881 am Gymnasium in Elberfeld folgten ein Jura-Studium in den Jahren 1881 bis 1884 in Heidelberg, Berlin, München, Leipzig und Bonn mit Promotion zum Dr. jur. in Leipzig 1885. Als Einjährig-Freiwilliger beim ersten Garde-Dragoner-Regiment war er anschließend in Berlin. 1885 legte er die erste juristische Prüfung ab. Danach wurde er als Gerichtsreferendar ernannt und wurde weiter ausgebildet im Bezirk des Oberlandesgerichts Köln.
Als Assessor war er tätig an den Amtsgerichten Bernkastel,  Elberfeld, Barmen, Lennep, am Landgericht Elberfeld und Amtsgericht Solingen. Daran schloss sich eine 1895 Tätigkeit als Einzelrichter am Amtsgericht Ohligs an. 1899 ging er in die Verwaltung als Regierungsassessor, später Regierungsrat und Justiziar bei der Bezirksregierung Düsseldorf.
Ab 1900 war er zunächst kommissarisch, schließlich definitiv ernannter Landrat des Landkreises Solingen. Am 1. Oktober 1927 trat er in den Ruhestand.
Er heiratete 1894 Elisabeth Böker (1875–1940), Tochter des Kommerzienrats zu Remscheid Robert Böker und Auguste geb. Günther. Sie hatten zwei Söhne und zwei Töchter.
Lucas war Mitglied der Nationalliberalen Partei, später der Deutschen Volkspartei.

## Ehrungen
- 1905 Roter Adlerorden 4. Klasse

- 1911 Kronenorden 3. Klasse

1927 wurde er zum Geheimen Regierungsrat ernannt.
Besondere Dankbarkeit wurde ihm von Seiten der Stadt Opladen (jetzt Leverkusen) zuteil, da er 1914 den Kreissitz von Solingen dorthin verlegt hatte (Solingen war seit 1896 kreisfrei). Man ehrte ihn durch die Benennung der Landrat-Lucas-Schule (jetzt Landrat-Lucas-Gymnasium) sowie der Lucasstraße in Opladen. In der Opladener Festhalle, die gleichzeitig Aula des Landrat-Lucas-Gymnasiums ist, existiert eine Bronzebüste von ihm, die von Kurt Arentz geschaffen wurde. Auch ein Wanderweg wurde nach ihm benannt. Die 1925 vom Landkreis Solingen geschaffene Landrat-Lucas-Stiftung, die mittlerweile auf den Rheinisch-Bergischen Kreis übergegangen ist, ist nach ihm benannt.
Auch in der damaligen Stadt Wald (heute Solingen) wurde nach dessen Pensionierung 1927 eine Straße nach dem Landrat benannt, die Lucasstraße im heutigen Stadtbezirk Gräfrath.